# José Fonte
José Miguel da Rocha Fonte (wym. [ʒu.ˌzɛ.ˈfõ.t(ɨ)], ur. 22 grudnia 1983 w Penafiel) – portugalski piłkarz występujący na pozycji obrońcy w portugalskim klubie SC Braga. W latach 2014–2022 reprezentant Portugalii. Zwycięzca Mistrzostw Europy w 2016 roku. Uczestnik Mistrzostw Świata w 2018 roku.

## Kariera

### Portugalia
Urodzony w Penafiel, Fonte karierę rozpoczynał w Sportingu. Nie zdołał się tam jednak przebić do pierwszego składu. Postanowił więc odejść do S.C. Salgueiros w 2004. W tym klubie grał tylko przez rok, gdyż po wygaśnięciu kontraktu odszedł do FC Felgueiras. Latem 2005 podpisał kontrakt z Vitórią Setúbal. W tej drużynie występował do stycznia 2006, kiedy to przeszedł do giganta portugalskiego futbolu – Benfiki Lizbona. Jednak podobnie jak w Sportingu nie grywał w pierwszym zespole. Dlatego też był trzykrotnie wypożyczany, najpierw do FC Paços Ferreira, później do Estrely Amadora.

### Anglia

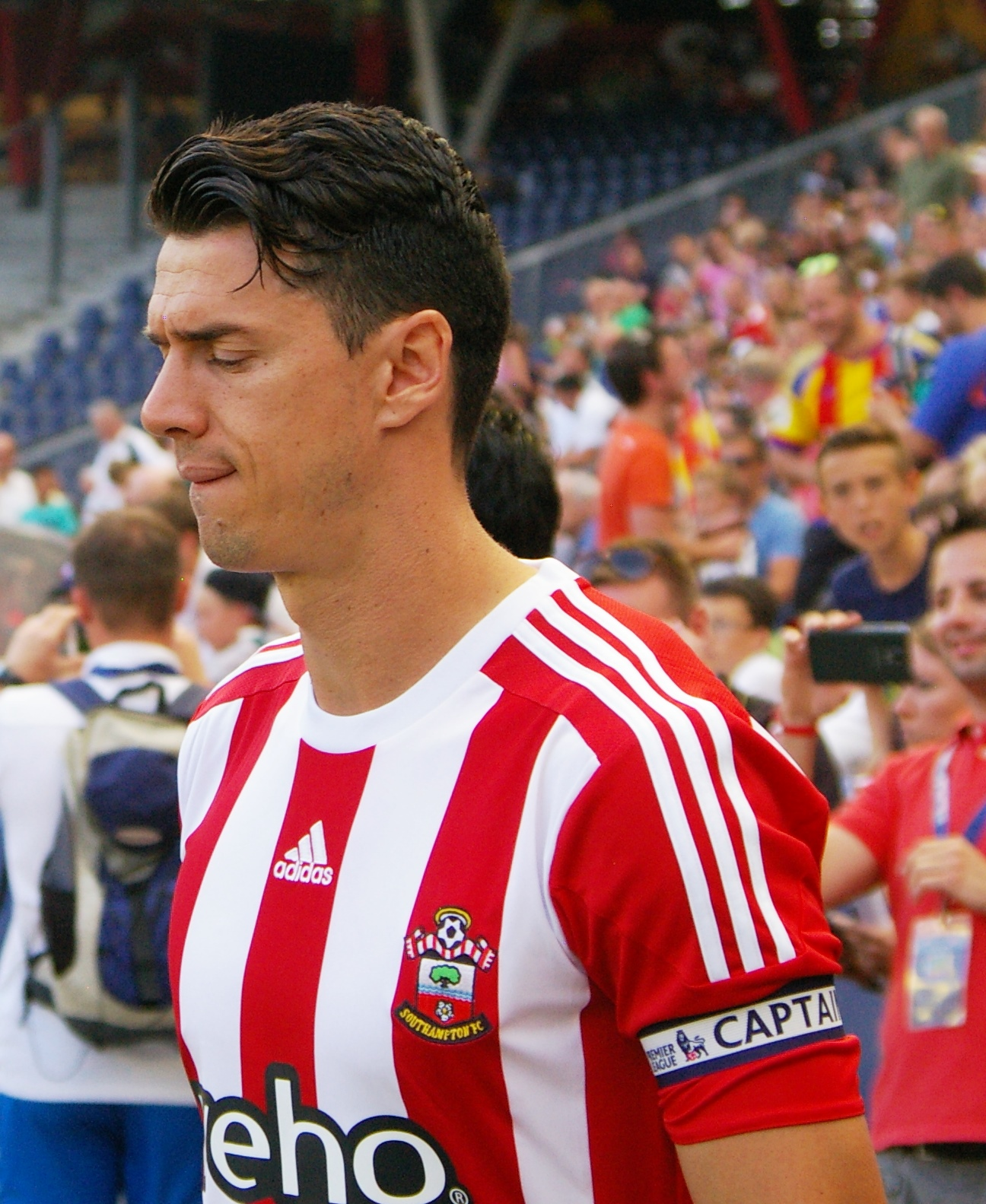
Jose Fonte w koszulce Southampton.

#### Crystal Palace
W 2007 powędrował na wypożyczenie do Crystal Palace. Spisywał się na tyle dobrze, że Orły zdecydowały się wykupić zawodnika.

#### Southampton
W dniu 9 stycznia 2010 Fonte trafił do Southampton. Podpisał umowę obowiązującą przez trzy i pół lata. Zadebiutował tydzień później w zremisowanym 1-1 meczu z Millwall F.C. W dniu 28 sierpnia 2010 zdobył swoją pierwszą bramkę dla Świętych przeciwko Bristol Rovers. Fonte znalazł się w najlepszej drużynie roku League One i pomógł awansować drużynie do Championship. 29 grudnia 2011 podpisał nową umowę, obowiązującą do 2015. Łącznie wystąpił w 42 spotkaniach i zdobył jedną bramkę w meczu z Coventry City. Tym samym jego drużyna po raz kolejny uzyskała awans, tym razem do Premier League. 19 sierpnia 2012 zadebiutował w rozgrywkach Premier League, przeciwko Manchesterowi City. W dniu 7 października zdobył pierwszą bramkę w najwyższej klasie rozgrywkowej w domowym meczu z Fulham. 8 sierpnia 2014 podpisał kontrakt do 2017. Obecnie Fonte jest kapitanem drużyny.
West Ham United
W dniu 20 stycznia 2017 Jose Fonte trafił do West Ham United za kwotę 9,2 mln euro. Związał się z klubem do końca czerwca 2019 z opcją jego przedłużenia o kolejne dwanaście miesięcy.

## Kariera reprezentacyjna
W dniu 21 stycznia 2006 Fonte zadebiutował w reprezentacji Portugalii do lat 21. 3 października 2014 Fonte po raz pierwszy zadebiutował w dorosłej kadrze narodowej, mając 31 lat. Powodem dla którego został powołany była znakomita gra w Southampton. 10 lipca 2016 wraz z reprezentacją został mistrzem Europy.

## Życie prywatne
Fonte ma młodszego brata Rui, który także gra w piłkę nożną zawodowo. W przeszłości Jose grał na pozycji napastnika.

## Sukcesy

### Southampton
- Football League Trophy: 2010

### Lille OSC
- Mistrzostwo Francji: 2020/2021

### Reprezentacyjne
- Mistrzostwa Europy 2016:  Złoto

### Wyróżnienia
- Drużyna sezonu Football League One: 2010/2011